# Ella Wyllie
Ella Wyllie (1º settembre 2002) è una ciclista su strada e pistard neozelandese che corre per il team Liv AlUla Jayco. È attiva in formazioni UCI dal 2022, e ha vinto il titolo nazionale in linea 2024.

## Palmarès

### Strada
- 2019 (Juniores)

Campionati oceaniani, Prova  in linea Junior
Campionati neozelandesi, Prova a cronometro Junior
- 2024 (Liv AlUla Jayco, tre vittorie)

Campionati neozelandesi, Prova a cronometro Under-23
Campionati neozelandesi, Prova in linea
3ª tappa Vuelta a Andalucía (Torre del Mar > Vélez-Málaga)

#### Altri successi
- 2022 (Parkhotel Valkenburg)

Classifica scalatori Watersley Womens Challenge
- 2023 (Lifeplus Wahoo)

Classifica giovani Itzulia Women
- 2024 (Liv AlUla Jayco)

Classifica giovani Itzulia Women

### Pista
- 2022

Campionati oceaniani, Inseguimento a squadre (con Prudence Fowler, Bryony Botha e Ally Wollaston)

## Piazzamenti

### Grandi Giri
- Giro d'Italia

2024: 40ª
- Tour de France

2023: 16ª

### Competizioni mondiali
- Campionati del mondo su strada

Yorkshire 2019 - Cronometro Junior: 10ª
Yorkshire 2019 - In linea Junior: 31ª
Wollongong 2022 - Cronometro Elite: 29ª
Wollongong 2022 - In linea Elite: 40ª
Wollongong 2022 - In linea Under-23: 10ª
Glasgow 2023 - Cronometro Elite: 44ª
Glasgow 2023 - In linea Elite: 51ª
Glasgow 2023 - In linea Under-23: 10ª